# Tomi Kallio
Pour les articles homonymes, voir Kallio.
Tomi Kallio (né le 27 janvier 1977 à Turku en Finlande) est un joueur de hockey sur glace professionnel. Il évolue au poste d'ailier.

## Biographie

### Le TPS Turku
Il a démarré dans ce sport à l'âge de cinq ans. Formé au TPS Turku, il débute en junior élite finlandaise en 1993. L'équipe compte dans ses rangs de jeunes espoirs tels que les défenseurs Sami Salo et Aki-Petteri Berg. L'équipe termine seconde derrière Ilves. La saison suivante, il poursuit son apprentissage en jouant parallèlement dans la I divisioona, le second échelon national avec le Kiekko-67 Turku. Il participe avec la sélection de Finlande junior au Championnat d'Europe junior avec qui il décroche la médaille d'or. Il est choisi au cours du repêchage d'entrée dans la Ligue nationale de hockey par l'Avalanche du Colorado, en 4e ronde en 81e position.
Il commence sa carrière dans la SM-liiga, l'élite finlandaise en 1995-1996. L'entraîneur est alors le russe Vladimir Iourzinov. Il inscrit cinq points en huit parties de saison régulière avant de prendre part avec l'équipe aux séries éliminatoires. Seconds de la saison régulière, l'équipe s'incline en finale contre le Jokerit Helsinki trois victoires à une. Avec la Finlande, il termine septième du Championnat du monde junior 1996.
Il devient titulaire avec le TPS à sa deuxième saison chez les professionnels. Il dispute 47 parties pour 19 points. En championnat, le scénario vécut la saison passée se répète. Le Jokerit remporte la saison régulière devant le TPS et s'impose lors de la finale cette fois en trois manches. Cependant durant la saison, les deux équipes s'étaient rencontrées durant la Ligue européenne de hockey. Le TPS l'avait emporté en quart de finale et s'était qualifié pour le carré final. Vainqueur du HC Sparta Prague puis en finale du HK Dinamo Moscou 5-3, Kallio et ses coéquipiers avaient décrochés la première édition de l'épreuve. L'équipe finlandaise junior se classe cinquième lors du mondial 1997. Avec neuf points, il n'est devancé que par l'américain Mike York.
Premier de la saison régulière 1997-1998, le TPS est sorti en quart de finale avec le Kiekko-Espoo. Durant la Ligue européenne, le TPS ne parvient pas à sortir de la phase de poule du premier tour. Il termine quatrième et dernier de son groupe derrière le Lokomotiv Iaroslavl, le Slovan Bratislava et Luleå HF.
En 1998-1999, il inscrit 36 points dont 14 buts. Le TPS, premier de la saison régulière, ne faiblit pas et remporte le titre battant en finale le HIFK trois victoires à une. Il est sélectionné pour son premier championnat du monde senior. La République Tchèque remporte la médaille d'or lors d'une prolongation décisive à l'issue du second match de la finale contre les Lions. Médaillé d'argent, Kallio a marqué trois points en douze matchs.
Le 25 juin 1999, il est réclamé par les Thrashers d'Atlanta au cours du repêchage d'expansion de la LNH 1999. Avec 53 points, il réalise sa première saison à plus d'un point par match et termine dixième pointeur du championnat 1999-2000. Son coéquipier Kai Nurminen est le meilleur pointeur avec 78 points. Le TPS battu 5-3 par le Metallourg Magnitogorsk en demi-finale du carré finale de la Ligue européenne de hockey prend la troisième place aux dépens du HC Lugano 6-1. Kallio est nommé dans l'équipe type du tournoi. L'équipe d'Hannu Jortikka sort vainqueur de la saison régulière et du Jokerit en finale des séries éliminatoires de la SM-liiga. Kallio décroche son deuxième titre de champion de Finlande. Lors du mondial 2000, il inscrit un but égalisateur important au cours du quart de finale contre la Suède. Son coéquipier Juha Lind donne le but de la victoire 2-1. La Slovaquie l'emporte 3-1 en demi-finale. La Finlande récolte le bronze face au Canada 2-1. Niko Kapanen est le meilleur pointeur de l'équipe devant Lind, Kallio et Kimmo Rintanen, tous sept points.

### L'Amérique du Nord
Il décide de partir en Amérique du Nord et débute dans la LNH avec Atlanta. Il joue son premier match le 4 octobre 2000 au cours d'une victoire 2-1 chez les Sabres de Buffalo. Il inscrit sa première assistance le 13 octobre 2000 contre les Hurricanes de la Caroline lors de sa troisième partie. Ses deux premiers buts lors de son neuvième match n'ont pas empêché la défaite 3-2 chez les Devils du New Jersey le 7 novembre 2000. Son compteur affiche un total de 27 points en 56 matchs. Les Thrashers, quatrièmes de la division Sud Est ne se qualifient pas pour les séries de la Coupe Stanley. Il peut alors rejoindre sa sélection pour le championnat du monde. La Finlande entraînée par Hannu Aravirta, élimine l'Allemagne, les États-Unis avant de s'incliner en finale contre les Tchèques 3-2 en prolongations.
Un an plus tard, le bilan de la franchise est le plus mauvais de la ligue et Kallio ne marque que 22 points. Il participe aux Jeux olympiques d'hiver de 2002. Le Canada futur vainqueur bat la Finlande 2-1 en quart de finale. Kallio est impliqué avec une assistance sur la réduction du score de Niklas Hagman. 
Il a disputé le championnat du monde 2002. La Finlande triomphe des Américains mais pas de la Russie en demi-finale. La décision se fait aux tirs au but. Andreï Kovalenko trompe Jussi Markkanen emmène son équipe en finale.
Lors du match pour la troisième place, la Finlande mène 3-0 dont un but de Kallio qui a ouvert le score mais s'incline 5-3 contre les Suédois qui jouent à domicile.
Alors qu'il entame sa troisième saison avec l'équipe, le 2 décembre 2002, il est échangé avec Pauli Levokari aux Blue Jackets de Columbus en retour de Chris Nielsen et Petteri Nummelin. Un mois et douze matchs plus tard, il est réclamé au ballotage par les Flyers de Philadelphie le 1er janvier 2003. Le 24 janvier 2003, les Flyers résilient son contrat et il signe avec le Frölunda HC. Il a disputé 140 matchs de LNH durant ces trois saisons.

### Les Frölunda Indians
Il choisit le numéro 71, du fait que le numéro 17 était porté par Alexander Steen. Frölunda remporte la saison régulière de l'Elitserien durant laquelle le finlandais est auteur de 14 points en dix matchs. Il continue sur sa lancée lors des séries éliminatoires avec seize points en autant de match. Il creuse un écart de six points sur ses poursuivants immédiats. Il est l'auteur du but du titre durant la troisième prolongation du quatrième match de la finale contre le Färjestads BK. Le club remporte le second titre de son histoire.
À sa seconde saison, il est le second pointeur de l'équipe avec 41 points derrière Magnus Kahnberg. L'équipe se classe troisième de la saison régulière. Le HV 71, champion cette année a mis fin à la saison de l'équipe en demi-finale au bout de six matchs. Kallio avec treize points termine troisième pointeur d'un classement mené par Johan Davidsson. La Finlande prend la sixième place du 2004 éliminée en quart de finale par le Canada 5-4. Dany Heatley marque le but décisif en prolongation, alors que Kallio avait permis à son pays de mener 2-0 lors du premier tiers temps. Il est aligné avec le centre Olli Jokinen et Ville Peltonen.
La saison 2004-2005 est synonyme du lock-out de la LNH. Elle va permettre au club de recruter et de former un trio composé de Daniel Alfredsson, Per-Johan Axelsson et Samuel Påhlsson et dominer le championnat en saison régulière comme en séries éliminatoires. Kallio est aligné avec Niklas Andersson et du centre Jonas Johnson. Pour montrer la profondeur de l'effectif, Kahnberg 33 buts et meilleur buteur de la ligue un an auparavant est lui membre de la quatrième ligne. Les Indians ont vaincu Farjestad 4 manches à une en finale. Alfredsson, 18 points devance Andersson et Kallio 13 points. La Russie écarte la Finlande en quart de finale 4-3 aux tirs au but au mondial.
En 2005-2006. Kallio reçoit en même temps qu'Andreas Karlsson du HV 71 le trophée Håkan-Loob du meilleur buteur de la saison avec 26 réalisations. Durant l'automne, il a inscrit deux quadruplés en l'espace d'un mois. Karlsson, 55 points est le meneur des pointeurs devant Kallio et Andersson, 51 points. Quatrième à l'issue des cinquante premiers matchs, Färjestad remporte le titre en tombant, le HV 71, premier de la saison régulière en demi-finale puis son dauphin Frölunda en finale. Ses attaquants Jörgen Jönsson, Jesper Mattsson, Jonas Höglund devancent Andersson et Kallio au nombre de points. Lors de Coupe d'Europe des clubs champions Coupe d'Europe des clubs champions de hockey sur glace 2006, l'équipe se classe troisième de sa poule derrière le Kärpät Oulu et le HC Davos. Au championnat du monde, il inscrit le but de la victoire sur le score de 5-0 lors du match pour la troisième place contre le Canada.
L'équipe tombe à la huitième place et ne se qualifie pas pour la suite de la compétition. D'un point de vue personnel, l'ailier réalise pourtant la saison la plus prolifique de sa carrière avec 54 points en 53 matchs. En revanche, son différentiel +/- est nul, signe des problèmes défensifs qu'accusent l'équipe. Il établit aussi un record personnel de pénalité dépassant la barre des cent minutes. Convié en sélection pour le championnat du monde, la Finlande est médaillée d'argent. Le Canada décroche le titre après l'avoir emporté 4-2 lors de l'ultime match.
En 2007-2008, le classement de l'équipe s'améliore avec une sixième place et une élimination en quart de finale face à Färjestad. Chez les marqueurs, Tony Mårtensson, Mattias Weinhandl du Linköpings HC et Pavel Brendl, le buteur tchèque Brynäs IF précèdent Andersson et Kallio. Les 27 buts de Kallio restent son meilleur résultat en saison régulière.
Le Frölunda dirigé par Ulf Dahlén grimpe à la troisième place en 2008-2009 et perd en demi-finale contre HV 71 quatre victoires à deux. Le 19 janvier 2009, l'attaquant signe une prolongation de contrat de deux saisons avec une option supplémentaire de deux ans. Johnson longtemps blessé durant la saison met un terme à sa carrière séparant le trio.
En 2009-2010, Frölunda est dominé en sept matchs par Linköping lors de son quart de finale. Kallio est le meilleur marqueur de l'équipe avec 40 points.
Neuvième de la saison régulière 2010-2011, l'équipe ne participe pas aux séries éliminatoires. La production de Kallio est en baisse avec 30 points lors des 55 parties. Il s'agit du deuxième total derrière les 44 points de Niklas Andersson. Son différentiel +/- de -16 est le plus mauvais lors d'une saison depuis le début de sa carrière. Le 16 mars 2011, Frölunda annonce que Kallio n'est pas conservé dans l'effectif.

### Les Växjö Lakers
Non conservé par Frölunda, il s'engage le 18 avril 2011 avec le promu Växjö Lakers HC à la suite de sa victoire dans l'Allsvenskan puis la Kvalserien 2011.
En 2014, Kallio est nommé capitaine de l'équipe. Elle remporte le trophée Le Mat 2015.

## Trophées et honneurs personnels
Siiga
- 1998-1999, 1999-2000 : champion de Finlande.
- 1999-2000 : nommé dans l'équipe d'étoiles.
- 1999-2000 : remporte le trophée Jari-Kurri.
- 2017-2018 : remporte le Kultainen kypärä
- 2017-2018 : meilleur passeur de la saison régulière

SHL
- 2002-2003 : meilleur passeur des séries éliminatoires.
- 2002-2003 : meilleur pointeur des séries éliminatoires.
- 2002-2003 : inscrit le but du titre de champion de Suède.
- 2002-2003; 2004-2005, 2014-2015 : champion de Suède.
- 2005-2006 : joueur ayant inscrit le plus de buts victorieux.
- 2005-2006 : remporte le trophée Håkan-Loob.
- 2005-2006 : joueur étranger ayant inscrit le plus de points.

Ligue européenne de hockey
- 1996-1997 : vainqueur.
- 1999-2000 : nommé dans l'équipe type du carré final.

Championnat d'Europe junior
- 1995 : médaille d'or.

Championnat du monde
- 1999, 2001, 2007 : médaille d'argent.
- 2000, 2006 : médaille de bronze.

## Statistiques

### En club
| Saison     | Équipe                   | Ligue          |     | Saison régulière | Saison régulière | Saison régulière | Saison régulière | Saison régulière | Saison régulière |   | Séries éliminatoires | Séries éliminatoires | Séries éliminatoires | Séries éliminatoires | Séries éliminatoires | Séries éliminatoires |
| Saison     | Équipe                   | Ligue          | PJ  | B                | A                | Pts              | Pun              | +/-              | PJ               | B | A                    | Pts                  | Pun                  | +/-                  |                      |                      |
| 1993-1994  | TPS Turku                | Jr. A SM-Liiga | 33  | 9                | 7                | 16               | 16               | -1               | 6                | 0 | 1                    | 1                    | 0                    | -2                   |                      |                      |
| 1994-1995  | TPS Turku                | Jr. A SM-Liiga | 14  | 5                | 12               | 17               | 24               | +6               |                  |   |                      |                      |                      |                      |                      |                      |
| 1994-1995  | Kiekko-67 Turku          | I divisioona   | 25  | 8                | 5                | 13               | 16               | +1               | 7                | 3 | 1                    | 4                    | 6                    | +5                   |                      |                      |
| 1995-1996  | Kiekko-67 Turku          | I divisioona   | 29  | 10               | 11               | 21               | 28               | +9               |                  |   |                      |                      |                      |                      |                      |                      |
| 1994-1995  | TPS Turku                | SM-liiga       | 8   | 2                | 3                | 5                | 10               | +7               | 4                | 0 | 0                    | 0                    | 2                    | -1                   |                      |                      |
| 1995-1996  | TPS Turku                | Jr. A SM-Liiga | 8   | 8                | 3                | 11               | 14               | +6               |                  |   |                      |                      |                      |                      |                      |                      |
| 1996-1997  | TPS Turku                | Jr. A SM-Liiga | 2   | 1                | 1                | 2                | 2                |                  |                  |   |                      |                      |                      |                      |                      |                      |
| 1996-1997  | TPS Turku                | SM-liiga       | 47  | 9                | 10               | 19               | 18               | +13              | 8                | 2 | 0                    | 2                    | 2                    | -1                   |                      |                      |
| 1996-1997  | TPS Turku                | LEH            | 6   | 2                | 0                | 2                | 25               | +4               | 4                | 0 | 0                    | 0                    | 0                    |                      |                      |                      |
| 1997-1998  | TPS Turku                | SM-liiga       | 47  | 10               | 10               | 20               | 8                | 0                | 4                | 0 | 2                    | 2                    | 0                    | -2                   |                      |                      |
| 1997-1998  | TPS Turku                | LEH            | 6   | 0                | 1                | 1                | 2                |                  |                  |   |                      |                      |                      |                      |                      |                      |
| 1998-1999  | TPS Turku                | SM-liiga       | 54  | 15               | 21               | 36               | 20               | +20              | 10               | 3 | 4                    | 7                    | 6                    | +7                   |                      |                      |
| 1999-2000  | TPS Turku                | SM-liiga       | 50  | 26               | 27               | 53               | 40               | +31              | 11               | 4 | 9                    | 13                   | 4                    | +6                   |                      |                      |
| 1999-2000  | TPS Turku                | LEH            | 5   | 2                | 1                | 3                | 0                | +3               | 4                | 5 | 3                    | 8                    | 2                    | +7                   |                      |                      |
| 2000-2001  | Thrashers d'Atlanta      | LNH            | 56  | 14               | 13               | 27               | 22               | -3               |                  |   |                      |                      |                      |                      |                      |                      |
| 2001-2002  | Thrashers d'Atlanta      | LNH            | 60  | 8                | 14               | 22               | 12               | -8               |                  |   |                      |                      |                      |                      |                      |                      |
| 2002-2003  | Thrashers d'Atlanta      | LNH            | 5   | 0                | 2                | 2                | 4                | -2               |                  |   |                      |                      |                      |                      |                      |                      |
| 2002-2003  | Blue Jackets de Columbus | LNH            | 12  | 1                | 2                | 3                | 8                | -7               |                  |   |                      |                      |                      |                      |                      |                      |
| 2002-2003  | Flyers de Philadelphie   | LNH            | 7   | 1                | 0                | 1                | 2                | -1               |                  |   |                      |                      |                      |                      |                      |                      |
| 2002-2003  | Frölunda HC              | Elitserien     | 10  | 6                | 8                | 14               | 10               | +5               | 16               | 8 | 8                    | 16                   | 14                   | +14                  |                      |                      |
| 2003-2004  | Frölunda HC              | Elitserien     | 50  | 24               | 17               | 41               | 54               | +16              | 10               | 5 | 8                    | 13                   | 6                    | +9                   |                      |                      |
| 2004-2005  | Frölunda HC              | Elitserien     | 50  | 18               | 19               | 37               | 24               | +16              | 14               | 7 | 6                    | 13                   | 6                    | +10                  |                      |                      |
| 2005-2006  | Frölunda HC              | Elitserien     | 49  | 26               | 25               | 51               | 68               | +11              | 17               | 6 | 9                    | 15                   | 32                   | +4                   |                      |                      |
| 2005-2006  | Frölunda HC              | CE             | 2   | 1                | 0                | 1                | 0                | -1               |                  |   |                      |                      |                      |                      |                      |                      |
| 2006-2007  | Frölunda HC              | Elitserien     | 55  | 18               | 36               | 54               | 103              | 0                |                  |   |                      |                      |                      |                      |                      |                      |
| 2007-2008  | Frölunda HC              | Elitserien     | 54  | 27               | 20               | 47               | 54               | +4               | 7                | 1 | 4                    | 5                    | 6                    | +3                   |                      |                      |
| 2008-2009  | Frölunda HC              | Elitserien     | 55  | 19               | 15               | 34               | 95               | +5               | 11               | 4 | 5                    | 9                    | 6                    | +3                   |                      |                      |
| 2009-2010  | Frölunda HC              | Elitserien     | 55  | 18               | 22               | 40               | +2               | 40               | 7                | 2 | 6                    | 8                    | +3                   | 6                    |                      |                      |
| 2010-2011  | Frölunda HC              | Elitserien     | 55  | 12               | 18               | 30               | -16              | 36               | -                | - | -                    | -                    | -                    | -                    |                      |                      |
| 2011-2012  | Växjö Lakers HC          | Elitserien     | 43  | 12               | 17               | 29               | 18               | -13              | -                | - | -                    | -                    | -                    | -                    |                      |                      |
| 2012-2013  | Växjö Lakers HC          | Elitserien     | 55  | 12               | 17               | 29               | 18               | +1               | -                | - | -                    | -                    | -                    | -                    |                      |                      |
| 2013-2014  | Växjö Lakers HC          | SHL            | 55  | 11               | 22               | 33               | 12               | +12              | 8                | 0 | 3                    | 3                    | 2                    | +1                   |                      |                      |
| 2014-2015  | Växjö Lakers HC          | SHL            | 51  | 8                | 17               | 25               | 16               | +4               | 18               | 1 | 4                    | 5                    | 8                    | +4                   |                      |                      |
| 2015-2016  | TPS Turku                | Liiga          | 60  | 18               | 26               | 44               | 58               | -5               | 8                | 2 | 5                    | 7                    | 6                    | 0                    |                      |                      |
| 2016-2017  | TPS Turku                | Liiga          | 59  | 20               | 30               | 50               | 44               | +23              | 6                | 1 | 1                    | 2                    | 2                    | -2                   |                      |                      |
| 2017-2018  | TPS Turku                | Liiga          | 58  | 15               | 40               | 55               | 49               | +7               | 7                | 0 | 4                    | 4                    | 4                    | 0                    |                      |                      |
| Totaux LNH | Totaux LNH               | Totaux LNH     | 140 | 24               | 31               | 55               | 48               | -21              |                  |   |                      |                      |                      |                      |                      |                      |

### En équipe nationale
| Année | Compétition                 |    | PJ | B | A | Pts | Pun | +/-                |  | Résultat |
| 1995  | Championnat d'Europe        | 5  | 4  | 2 | 6 | 6   | +6  | Médaille d'or      |  |          |
| 1996  | Championnat du monde junior | 6  | 2  | 2 | 4 | 2   | +4  | Sixième place      |  |          |
| 1997  | Championnat du monde junior | 6  | 5  | 4 | 9 | 2   |     | Cinquième place    |  |          |
| 1999  | Championnat du monde        | 12 | 1  | 2 | 3 | 0   | +4  | Médaille d'argent  |  |          |
| 2000  | Championnat du monde        | 9  | 2  | 5 | 7 | 0   | 0   | Médaille de bronze |  |          |
| 2001  | Championnat du monde        | 9  | 4  | 1 | 5 | 6   | +3  | Médaille d'argent  |  |          |
| 2002  | Jeux olympiques             | 4  | 1  | 2 | 3 | 2   | +3  | Sixième place      |  |          |
| 2002  | Championnat du monde        | 9  | 3  | 2 | 5 | 6   | -1  | Quatrième place    |  |          |
| 2004  | Championnat du monde        | 7  | 2  | 5 | 7 | 0   | +8  | Sixième place      |  |          |
| 2005  | Championnat du monde        | 7  | 1  | 2 | 3 | 4   | -3  | Septième place     |  |          |
| 2006  | Championnat du monde        | 9  | 4  | 2 | 6 | 2   | +3  | Médaille de bronze |  |          |
| 2007  | Championnat du monde        | 9  | 1  | 2 | 3 | 33  | +2  | Médaille d'argent  |  |          |

## Vie privée
Il a eu un fils Wilmer avec son épouse Sini.